# Ghōr
Ghōr (Tiếng Dari / Tiếng Pashtun: غور), còn được gọi là Ghowr hoặc Ghur, là một trong ba mươi bốn tỉnh của Afghanistan. Nó nằm ở phía tây Hindu Kush ở miền trung Afghanistan, về phía tây bắc. Tỉnh có 11 huyện, bao gồm hàng trăm làng và khoảng 764.472 người định cư.